# Orlando Bottenbley
Orlando Edgar Bottenbley (Paramaribo, 1951) is een Nederlands voorganger van de Vrije Baptistengemeente Nehemia in Dokkum. Daarvoor bij De Verbinding in Amsterdam, en de Vrije Baptistengemeente Bethel in Drachten.

## Levensloop
Na zijn studie theologie aan het Bijbel Instituut België (thans de Evangelische Theologische Faculteit Leuven) studeerde hij verder aan het Nederlands Gereformeerd Seminarie en aan de Theologische Universiteit Kampen (Broederweg) van de Gereformeerde Kerken vrijgemaakt.
Na zijn afstuderen is hij betrokken geweest bij het stichten van baptistengemeenten in Sneek, Heerenveen en Franeker. Hij was op dat moment predikant in Lemmer. In 1988 werd hij beroepen als voorganger van de Vrije Baptistengemeente in Drachten, een kerkelijke gemeente die groeide van 60 leden in de jaren 70 en 80 naar 2.700 per eind 2009, met 's zondags zo'n 3.500 kerkgangers bij verschillende diensten.
In april 2015 maakte Bottenbley bekend in september 2016 te willen stoppen als predikant van de Vrije Baptistengemeente. Ruim een jaar na die aankondiging werd Jacob Folkerts als zijn opvolger aangewezen. In september 2017 zwaaide Bottenbley definitief af als voorganger in Drachten. Op dat moment telde de kerk ruim 4.500 leden.
Bottenbley werd in 2017 parttime voorganger van baptistengemeente De Verbinding in Amsterdam. Eind 2022 werd bekend dat Bottenbley naast zijn voorgangerschap in Amsterdam ook voorganger werd van de Vrije Baptisten Gemeente Nehemia in Dokkum.
In 2017 verbond Bottenbley zich aan het online videoplatform New Faith Network voor christelijke films, overdenkingen en series. Hij plaatst daar regelmatig preken en geeft antwoord op vragen van kijkers.

## Erkenning en kritiek
Op 13 oktober 2013 vierde Bottenbley zijn 25-jarig jubileum als predikant bij de Vrije Baptistengemeente Bethel. Tijdens de dienst werden hem door burgemeester Tjeerd van Bekkum van de gemeente Smallingerland de versierselen opgespeld die horen bij zijn benoeming tot Ridder in de Orde van Oranje-Nassau. De onderscheiding leidde tot enige kritiek, omdat de Bethelkerk homoseksuele relaties en ongehuwd samenwonen afwijst. In 2019 was hij een van de ondertekenaars van de Nashvilleverklaring.